# Kazuki Nishishita
Kazuki Nishishita (jap. 西下和記, Nishishita Kazuki; * 14. Oktober 1981) ist ein ehemaliger japanischer Skispringer.

## Werdegang
Nishishita bestritt sein erstes internationales Springen bei der Junioren-Weltmeisterschaft 1998 in St. Moritz, wo er mit dem Team auf der K85-Schanze die Silbermedaille gewann. Am 5. Februar 1998 gab er daraufhin sein Debüt im Skisprung-Weltcup. Beim Springen von der Großschanze in Sapporo konnte er dabei mit dem 20. Platz seine ersten Weltcup-Punkte gewinnen. Bei der Junioren-Weltmeisterschaft 1999 in Saalfelden am Steinernen Meer gewann er auf der K85-Schanze im Einzelspringen die Goldmedaille. Die Weltcup-Saison 1999/2000 wurde die erfolgreichste Saison seiner Karriere. So konnte er mit Platz sieben in Sapporo seine höchste Einzelplatzierung im Weltcup erreichen und sprang zudem bei fast allen Springen in die Punkteränge. Daraufhin beendete er die Saison auf dem 32. Platz in der Weltcup-Gesamtwertung. Ab 2002 startete Nishishita ausschließlich im Skisprung-Continental-Cup, in dem er bereits zuvor teilnahm. Jedoch konnte er bis 2005 keinerlei Erfolge mehr in dieser Serie erzielen. Seit 2005 springt Nishishita nur noch auf nationaler Ebene. Am 22. März 2008 zog er sich gemeinsam mit Yūsuke Kaneko und Sōta Okamura nach der Teilnahme am 9. Itō-hai Season Final Ōkurayama Nighter Jump Taikai aus dem aktiven Sport zurück.

## Erfolge

### Weltcup-Platzierungen
| Saison  | Platz | Punkte |
| ------- | ----- | ------ |
| 1997/98 | 70.   | 022    |
| 1998/99 | 70.   | 015    |
| 1999/00 | 32.   | 172    |